# Hoba-meteoritten
Hoba-meteoritten også kendt som Hoba eller Hoba West, er den største fundne meteorit og har navn efter findestedet, gården "Hoba West", ikke langt fra Grootfontein i Namibia.
Meteoritten består af 84% jern og 14% nikkel med spor af kobolt. Meteoritten er anslået at veje over 60 tons, og med en størrelse på 2,7mx2,7mx0,9m er den det største naturligt forekommende stykke jern, der findes på Jorden. Nedslaget menes at være sket for mindre end 80.000 år siden og har ikke efterladt noget krater. 
19°35′33″S 17°56′01″Ø / 19.59247°S 17.93367°Ø